# 153333 Jeanhugues
153333 Jeanhugues este o planetă minoră (asteroid) din centura de asteroizi. A fost descoperită pe 25 iulie 2001 la observatoire des Pises⁠(d) de observatoire des Pises⁠(d). 
Obiectul prezintă o orbită caracterizată de o semiaxă mare de 2,3506756017153 UAi, o excentricitate de 0,21, o înclinație de 2,9 ° în raport cu ecliptica.